# Antigènes public et privés
Vous pouvez aider à l'améliorer ou bien discuter des problèmes sur sa page de discussion.
- Il ne cite pas suffisamment ses sources. Vous pouvez indiquer les passages à sourcer avec {{référence nécessaire}} ou {{Référence souhaitée}}, et inclure les références utiles en les liant aux notes de bas de page. (Marqué depuis août 2021)
- Son texte doit être wikifié : il ne correspond pas à la mise en forme Wikipédia (style, typographie, liens internes, liens entre les wikis, etc.). (Marqué depuis août 2021)

- Archive Wikiwix
- Bing
- Cairn
- DuckDuckGo
- E. Universalis
- Gallica
- Google
- G. Books
- G. News
- G. Scholar
- Persée
- Qwant
- (zh) Baidu
- (ru) Yandex
- (wd) trouver des œuvres sur Wikidata

Les antigènes public et privés sont des structures moléculaires  implantées à la surface de la membrane des globules rouges et déterminées par un gène monomorphe, sans allèle connu, dont la fréquence dans la population est soit extrêmement haute (antigène public), soit extrêmement basse (antigène privé).
Ces antigènes se distinguent donc de ceux des systèmes polymorphiques de groupes sanguins. Dans ces derniers, les gènes subissent au cours de l'évolution de multiples mutations donnant ainsi naissance par exemple dans le système ABO à des allèles A et B, dans le système Rhésus à des allèles D,C,E,c,e, dans le système Duffy à des allèles Fya et Fyb, dans le système Kidd à des allèles Jka et Jkb, etc.
Ainsi, comme le montre le Tableau 1, dans une population donnée on observe un pourcentage variable d'individus porteurs ou non des antigènes appartenant aux systèmes polymorphiques, alors qu'il n'existe que des individus exceptionnels (et d'éventuels membres de leurs familles) qui soient dépourvus d'un antigène public ou pourvu d'un antigène privé. Dans les deux situations il est d'usage de donner à ces antigènes le nom en entier ou en abrégé de l'individu dont l'étude du sang a permis leur découverte (1).
| Individus n°    | 1 | 2 | 3 | 4 | 5 | 6 | 7 | 8 | 9 | 10 | X | Y |
| --------------- | - | - | - | - | - | - | - | - | - | -- | - | - |
| Antigène A      | – | + | + | – | – | + | + | – | – | +  | – | + |
| Antigène B      | + | – | – | + | – | – | – | + | – | –  | + | – |
| Antigène D      | + | + | – | + | – | + | + | + | + | +  | + | – |
| Antigène C      | + | – | + | – | + | + | + | – | + | +  | + | – |
| Antigène c      | – | + | + | + | + | – | + | + | – | +  | + | + |
| Antigène E      | – | + | + | – | + | – | – | – | – | –  | – | + |
| Antigène e      | + | + | + | + | + | – | + | + | + | –  | + | + |
| Antigène Fya    | – | + | + | + | + | + | – | + | – | +  | + | + |
| Antigène Fyb    | + | + | – | + | + | + | + | – | + | +  | – | + |
| Antigène Jka    | + | + | – | + | + | + | + | – | + | +  | + | + |
| Antigène Jkb    | – | + | + | + | + | + | + | + | + | –  | + | + |
| Antigène M      | + | + | + | + | + | – | + | + | – | +  | + | – |
| Antigène N      | + | – | + | + | + | + | – | – | + | +  | – | + |
| Antigène S      | + | – | – | – | + | + | + | – | + | +  | – | – |
| Antigène s      | – | + | + | + | + | + | + | – | + | +  | + | + |
| Antigène Duclos | + | + | + | + | + | + | + | + | + | +  | – | + |
| Antigène Swann  | – | – | – | – | – | – | – | – | – | –  | + | – |

Tableau 1 : Les antigènes des systèmes polymorphiques sont exprimés (+) ou non (–) sur les GR de ces 10 individus pris au hasard, alors que l'antigène public Duclos est toujours présent et l'antigène privé Swann est toujours absent dans la population sauf chez les individus X et Y dont la fréquence dans la population est moins de 1 sur 1 million.
Lorsqu'une personne dépourvue d'un antigène public développe l'anticorps correspondant, il est extrêmement difficile de lui trouver un donneur de sang compatible, tous les donneurs étant porteurs de cet antigène, ce qui provoquerait une destruction des GR transfusés. D'où la nécessité de recourir aux réserves de sangs rares congelés, aux éventuels donneurs familiaux, ou si possible aux techniques de transfusion autologue. Par contre les personnes possédant un antigène privé, et qui par définition ne possèdent pas l'anticorps correspondant, ne connaissent aucune difficultés transfusionnelle spécifique (2).  
Parmi les antigènes publics il existe par exemple les antigènes At, Duclos, En, Ge, Gill, Gregory, Holley, Lan, Vel(3). Les antigènes Bi, Good, Heibel, Hey, Mo, Radin et Swann sont à titre de comparaison des antigènes privés(3).